# Coupe Banque Nationale 2015
Coupe Banque Nationale 2015 byl tenisový turnaj pořádaný jako součást ženského okruhu WTA Tour, který se hrál na krytých dvorcích s kobercem v halovém komplexu PEPS de l'Université Laval. Konal se mezi 14. až 20. zářím 2015 v kanadském Québecu jako 23. ročník turnaje.
Turnaj s rozpočtem 250 000 dolarů patřil do kategorie WTA International Tournaments. Nejvýše nasazenou hráčkou ve dvouhře se měla stát americká světová devatenáctka Madison Keysová, která se však odhlásila pro poranění levého zápěstí. Druhý kariréní titul z dvouhry si připsala Němka Annika Becková. Deblovou soutěž ovládla česko-belgická dovjice Barbora Krejčíková a An-Sophie Mestachová, které tak na okruhu WTA Tour získaly premiérové trofeje.

## Distribuce bodů a finančních odměn

### Distribuce bodů
| Soutěž  | vítězky | finalistky | semifinalistky | čtvrtfinalistky | 16 v kole | 32 v kole | Q  | Q3 | Q2 | Q1 |
| ------- | ------- | ---------- | -------------- | --------------- | --------- | --------- | -- | -- | -- | -- |
| dvouhra | 280     | 180        | 110            | 60              | 30        | 1         | 18 | 14 | 10 | 1  |
| čtyřhra | 280     | 180        | 110            | 60              | 1         | —         | —  | —  | —  | —  |

### Finanční odměny
| Soutěž                                | vítězky | finalistky | semifinalistky | čtvrtfinalistky | 16 v kole | 32 v kole | Q2     | Q1   |
| ------------------------------------- | ------- | ---------- | -------------- | --------------- | --------- | --------- | ------ | ---- |
| dvouhra                               | $43 000 | $21 400    | $11 300        | $6 175          | $3 400    | $2 100    | $1 020 | $600 |
| čtyřhra                               | $12 300 | $6 400     | $3 435         | $1 820          | $960      | —         | —      | —    |
| částky ve čtyřhře jsou uváděny na pár |         |            |                |                 |           |           |        |      |

## Ženská dvouhra

### Nasazení
| Stát                          | Hráčka                     | WTA  | Nasazení |
| ----------------------------- | -------------------------- | ---- | -------- |
| USA                           | Madison Keysová            | 19.  | 1.       |
| Chorvatsko                    | Mirjana Lučićová Baroniová | 48.  | 2.       |
| Německo                       | Mona Barthelová            | 53.  | 3.       |
| Česko                         | Lucie Hradecká             | 56.  | 4.       |
| Německo                       | Annika Becková             | 62.  | 5.       |
| Německo                       | Tatjana Mariová            | 66.  | 6.       |
| Rusko                         | Jevgenija Rodinová         | 94.  | 7.       |
| Belgie                        | An-Sophie Mestachová       | 102. | 8.       |
| Žebříček WTA k 31. srpnu 2015 |                            |      |          |

### Jiné formy účasti
Následující hráčky obdržely divokou kartu do hlavní soutěže:
- Françoise Abandová[1]
- Sharon Fichmanová
- Madison Keysová

Následující hráčka postoupila do hlavní soutěže v důsledku žebříčkové ochrany:
- Tamira Paszeková

Následující hráčky si zajistily postup do hlavní soutěže v kvalifikaci:
- Julia Boserupová
- Samantha Crawfordová
- Amandine Hesseová
- Kateryna Kozlovová
- Mandy Minellaová
- Jessica Pegulaová
  -  Naomi Broadyová – jako šťastná poražená
  -  Nadija Kičenoková – jako šťastná poražená

### Odhlášení
před zahájením turnaje
- Vitalija Ďjačenková → nahradila ji Alla Kudrjavcevová
- Edina Gallovitsová-Hallová → nahradila ji Paula Kaniová
- Olga Govorcovová → nahradila ji Barbora Krejčíková
- Madison Keysová → nahradila ji Nadija Kičenoková
- Klára Koukalová → nahradila ji Naomi Broadyová
- Bethanie Matteková-Sandsová → nahradila ji María Irigoyenová
- Lesja Curenková → nahradila ji Sachia Vickeryová

## Ženská čtyřhra

### Nasazení
| Stát                                                                       | Hráčka              | Stát     | Hráčka            | WTA  | Nasazení |
| -------------------------------------------------------------------------- | ------------------- | -------- | ----------------- | ---- | -------- |
| Ukrajina                                                                   | Ljudmyla Kičenoková | Ukrajina | Nadija Kičenoková | 130. | 1.       |
| Německo                                                                    | Tatjana Mariová     | USA      | Anna Tatišviliová | 173. | 2.       |
| Argentina                                                                  | María Irigoyenová   | Polsko   | Paula Kaniová     | 173. | 3.       |
| USA                                                                        | Asia Muhammadová    | USA      | Maria Sanchezová  | 185. | 4.       |
| Žebříček WTA k 31. srpnu 2015; číslo je součtem umístění obou členek páru. |                     |          |                   |      |          |

### Jiné formy účasti
Následující pár obdržel divokou kartu do hlavní soutěže:
- Malika Augerová-Aliassimeová /  Charlotte Petricková

## Přehled finále

### Ženská dvouhra
- Annika Becková vs.  Jeļena Ostapenková, 6–2, 6–2

### Ženská čtyřhra
- Barbora Krejčíková /  An-Sophie Mestachová vs.  María Irigoyenová /  Paula Kaniová, 4–6, 6–3, [12–10]